# 圣亚纳教堂 (耶路撒冷)

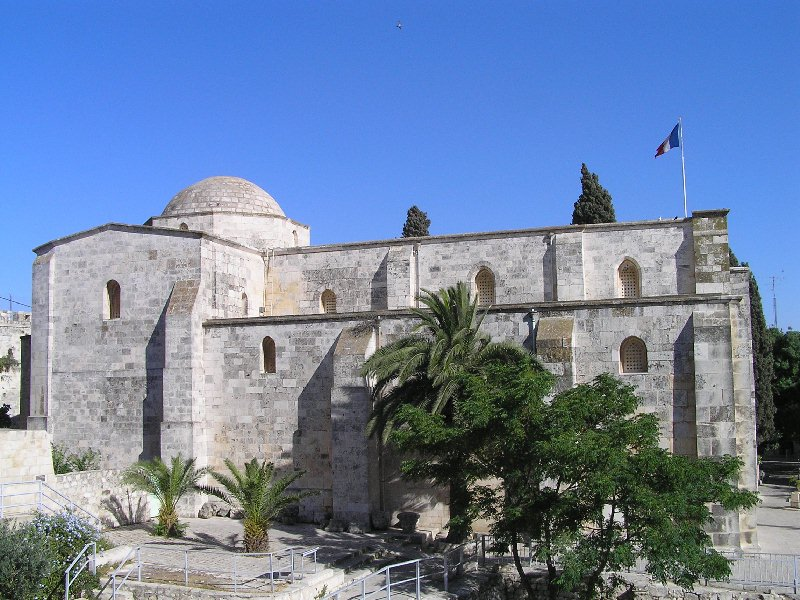
圣亚纳教堂

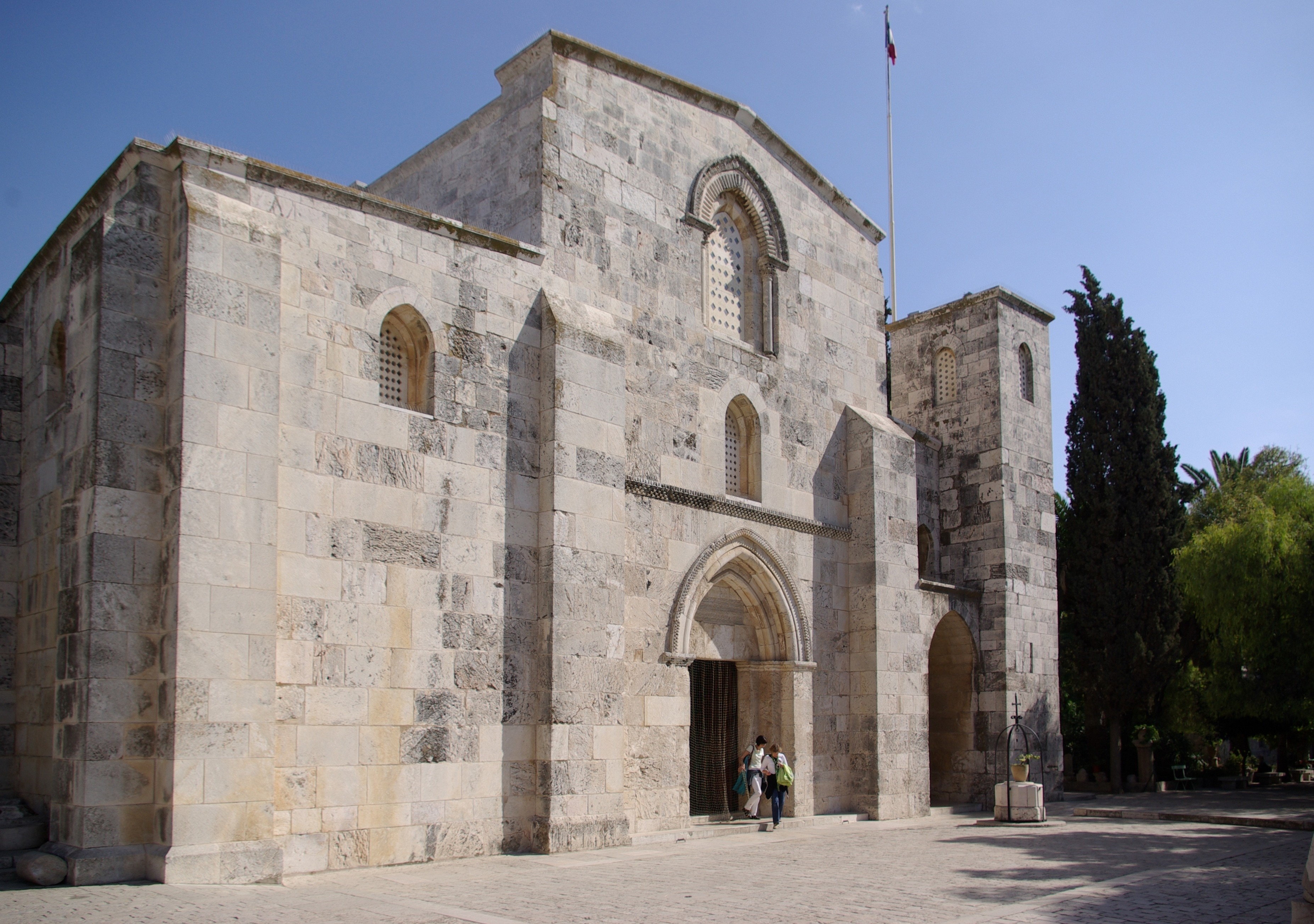

圣亚纳教堂（法语：Église Sainte-Anne）是耶路撒冷旧城内的一座天主教教堂，位于穆斯林区，靠近毕士大池考古遗址。目前分配给白衣神父會（Pères blancs）。它是法国在耶路撒冷的四块國有地產之一，另外三处是橄榄山的天主经堂、列王墓和阿布戈斯的本篤會修道院。
根据拜占庭的传统，这座教堂兴建在圣母玛利亚的父母约阿希姆和亚纳住所的原址。目前的教堂为罗曼式，由十字军兴建于1140年。萨拉丁征服耶路撒冷后，这座教堂在1192年变成一个伊斯兰法律学校。 
1856年克里米亚战争期间，因为法国支持土耳其，苏丹阿卜杜勒-迈吉德一世将这座教堂赠送给法国。圣亚纳教堂得到恢复，1877年，法国政府将其委托给拉维热里主教和白衣神父會。
1882年到1946年之间，此处设有培训希腊天主教神职人员的神学院。